# Інститут фундаментальних досліджень Української наукової асоціації

## Наукові праці Інституту фундаментальних досліджень

### Випуски збірок
Інститут фундаментальних досліджень Української наукової асоціації 1998—2009 та 2011 років видавав наукові праці у вигляді випусків збірок, яких налічується 14 та окремих монографій (5). Усі вони присвячені питанням геології і геофізики, крім двох випусків, які мають назву «Нові обрії» (2005, вип.8 і 2007, вип..11) та присвячені питанням довкілля, соціо-економічних і гуманітарних проблем.
Відповідальні редактори випуску збірки 1998 року — В. О. Шумлянський і О. Ю. Лукін. Відповідальний редактор усіх інших випусків і монографій — В. О. Шумлянський.
Декілька випусків збірок мають власні назви
- Мідь Волині. Київ, Знання України, 2002. — 112с.
- Мідь Волині (вип..10). Київ, Логос, 2006. — 200с.

### Монографії
- Малі токсичні елементи в рудах і навколишньому середовищі. Київ, Знання України, 2002. -143с. Автори: В. О. Шумлянський, О. М. Івантишина, В. М. Артеменко та інш.
- Техногенне забруднення радіоактивними елементами на родовищах корисних копалин. Київ, Знання України, 2003. — 133с. Автори: В. О. Шумлянський, А. Г. Субботін, А. Х. Бакаржієв та інш.
- Літогенез і гіпогенне рудоутворення в осадових товщах України (вип..6). Київ, Знання України, 2003. — 273 с. Автори: В. О. Шумлянський, К. І. Деревська, Т. В. Дудар та інш.
- Моніторинг природного середовища після добування урану способом підземного вилуговування. Київ, Логос, 2007. — 212 с. Автори: В.Шумлянський, М.Макаренко, І.Колябіна та інш.
- Мінеральні сорбенти для захисного шару приповерхневих сховищ радіоактивних відходів. Київ, Логос, 2011. — 208 с. Автори: І.Колябіна, А.Субботін, К.Деревська, В.Шумлянський.
- Випуски збірки «Наукові праці Інституту фундаментальних досліджень» та монографії зберігаються в Національній бібліотеці України імені Ярослава Мудрого3, Національній бібліотеці України імені В. І. Вернадського та наукових бібліотеках Харкова, Львова, Одеси.